# Wilhelm Frankl
Wilhelm Frankl (Amburgo, 20 dicembre 1893 – Vitry-Sailly, 8 aprile 1917) è stato un militare e aviatore tedesco, asso dell'aviazione durante la prima guerra mondiale accreditato di 20 vittorie aeree.

## Biografia
Wilhelm Frankl nasce nella città libera (Freie Hansestädte) di Amburgo il 20 dicembre 1893, figlio di un uomo d'affari ebreo. Si trasferisce a Francoforte sul Meno e poi a Berlino. Dopo la laurea ha perseguito un interesse nel volo frequentando una delle prime scuole di aviazione della Germania a Johannisthal. Il suo istruttore è stata Melli Beese, la prima donna pilota della Germania. Il 20 luglio 1913 Frankl ottiene la licenza di pilota numero 490.
Allo scoppio della prima guerra mondiale Frankl si arruola volontario e decide di volare per il suo paese. La sua capacità nel volo e la sua personalità portano a Frankl molti encomi da parte dei suoi superiori. Durante la guerra conosce la figlia del Kapitän zur See della k.u.k. Kriegsmarine Edmund Stroll che Frankl sposa nei primi mesi del 1917 dopo la sua conversione al cristianesimo.

### Il servizio in aviazione
La maestria di Frankl al volo si evidenzia subito all'inizio della guerra, ottenendo vittorie aeree anche prima che il concetto di mitragliatrice sincronizzata, che permette di sparare in modo sicuro attraverso il disco dell'elica dell'aereo, diventa una realtà concreta. Il 10 maggio 1915 mentre è in volo in qualità di osservatore su un aereo biposto della Flieger-Abteilung 40 usa una carabina per abbattere un Voisin francese conquistando così la sua prima vittoria aerea. Grazie a questa impresa gli viene assegnata la Croce di Ferro di prima classe.
Nel corso del 1915 diventa pilota e viene assegnato alla Kampfeinsitzerkommando (KEK) Vaux dove esattamente otto mesi dopo il primo abbattimento ottiene la sua seconda vittoria aerea. Il 10 gennaio 1916 infatti a bordo di un Fokker Eindecker abbatte un altro Voisin armato con un cannone Hotchkiss calibro 37 mm. Alla fine di febbraio le sue vittorie aeree salgono a 4 e nel mese di maggio ottiene la sua quinta vittoria aerea accreditandolo quindi come asso dell'aviazione. Il 16 maggio 1916 viene promosso dal grado di Vizefeldwebel a quello di Leutnant (tenente) e pochi giorni dopo mette a segno la sua sesta vittoria. Alla fine del mese di maggio gli viene assegnata la Croce di Cavaliere dell'Ordine Reale di Hohenzollern e a seguire la Croce Anseatica. In questo periodo Wilhelm Frankl era uno dei solo otto assi al servizio dell'aviazione tedesca. Il 19 agosto 1916 dopo aver ottenuto la sua ottava e nona vittoria, riceve la più prestigiosa onorificenza dell'Impero tedesco, il Pour le Mérite.
Il 1º settembre 1916 viene inserito nella nuova unità Jagdstaffel 4 formata dai piloti appartenenti anche alla Kampfeinsatzkommando Vaux volando con aerei da caccia monoposto Halberstadt D.V. Abbatte altri 4 aerei nel mese di settembre e altri 2 nel mese di ottobre portando a 15 le sue vittorie aeree complessive. Nel mese di gennaio del 1917 viene nominato comandante della squadriglia.
Dopo sei mesi di pausa il 6 aprile 1917 ottiene 4 vittorie aeree e la sua ventesima ed ultima vittoria il giorno successivo.

### La morte
L'8 aprile 1917, domenica di Pasqua, durante un combattimento con un Bristol F.2 Fighter del 48º Squadrone della Royal Flying Corps, l'Albatros D.III di Frankl perde l'ala inferiore a causa delle molte manovre di combattimento schiantandosi nei pressi di Vitry-Sailly, in Francia.
Wilhelm Frankl è sepolto nel cimitero di Charlottenburg.